# Petit Saint Vincent
Petit Saint Vincent – wyspa należąca do państwa Saint Vincent i Grenadyny. Leży na Morzu Karaibskim, w archipelagu Małych Antyli, 64 km na południe od Saint Vincent. Cała wyspa jest w posiadaniu prywatnego właściciela Philipa Stephensona, cały jej obszar zajmują luksusowe wille wypoczynkowe.
Jest to najdalej na południe położona wysepka należąca do Saint Vincent i Grenady, wszystkie pozostałe wyspy tego archipelagu położone na południe od niej (wraz z najbliższą, odległą o kilkaset metrów Małą Martyniką) są częścią państwa Grenada.